# Nevermind
Nevermind — другий студійний альбом американського ґрандж-гурту «Nirvana», що вийшов 24 вересня 1991 року на лейблі DGC. Платівка здобула десять платинових сертифікатів від RIAA.

## Історія створення
Для запису другого альбому Nirvana музиканти вирушили до студії продюсера Бутча Віга Sound City, розташованої на околицях Лос-Анджелеса. Вони вже грали нові пісні на концертах, перебираючи різні варіанти текстів. Студійна робота тривала кілька тижнів. До кінця травня роботу було закінчено, а нові пісні були випробувані на концерті в невеликому лос-анджелеському клубі Jabberjaw. Зведення альбому було завершено на початку червня. Замість оригінальної назви альбому Sheep, лідер гурту Курт Кобейн зупинився на Nevermind (укр. Неважливо), що точно відображала його ставлення до життя та приваблював своєю граматичною неправильністю.
Звукозаписна компанія DGC розпочала роботу над рекламою платівки, не маючи великих очікувань щодо продажів та сподіваючись реалізувати близько 50 тисяч копій (для порівняння — тираж платівки Goo значно відоміших Sonic Youth становив 118 тисяч екземплярів). 15 серпня Nirvana виступила в клубі Roxy перед керівниками Geffen і справила на них гарне враження. Віцепрезидент компанії обережно припустив, що продажі Nevermind можуть досягти 100 тисяч копій. Через кілька днів було знято кліп «Smells Like Teen Spirit». В серпні 1991 року Nirvana вирушила у тур Європою з Sonic Youth. Виступ у Редінгу на найбільшому британському рок-фестивалі перед 70 000 глядачів, де Курту Кобейну вдалося виступити зі своїм кумиром Юджином Келлі з гурту The Vaselines, музикант пізніше називав найкращим моментом свого життя.
9 вересня у Великій Британії вийшов сингл «Smells Like Teen Spirit». 13 вересня гурт відсвяткував майбутній реліз альбому в сіетлському клубі Re-bar, але музиканти були настільки п'яні, що їх вигнали із закладу. 15 вересня на автограф-сесію в магазині Beehive Records прийшло близько двохсот осіб замість п'ятдесяти, і музиканти почали підозрювати, що стають знаменитими. 24 вересня альбом Nevermind надійшов у продаж. За чотири тижні перебування в американському хіт-параді Billboard 200 платівка піднялася зі 144-го на 35-те місце, чому сприяло поширення синглу «Smells Like Teen Spirit» по радіостанціях країни. Деякі ведучі не наважувалися пускати пісню в ротацію через нерозбірливий текст, але після великої кількості дзвінків від слухачів її стали регулярно крутити в ефірі. На телеканалі MTV спочатку відмовлялися показувати кліп, однак у листопаді включили його до програми «120 хвилин», а пізніше додали до регулярної ротації в категорії Buzz Bin.
Популярність гурту стала приголомшливою, всі концерти проходили з аншлагом. Музиканти взяли за правило руйнувати інструменти та обладнання, і менеджеру Nirvana доводилося щотижня компенсувати завдану шкоду. Активні гастролі та ротація «Smells Like Teen Spirit» на радіо і телебаченні позначилися на продажах Nevermind. Перед кожним концертом надходили нові дані про кількість проданих копій. Перебуваючи в Сан-Дієго, музиканти дізналися, що було реалізовано 100 000 екземплярів альбому, коли гурт грав в Лос-Анджелесі, ця цифра досягла 200 000, а після повернення в рідний Сіетл напередодні Хеллоуїна Nevermind став «золотим» з тиражем 500 000 примірників.

## Список пісень
Автор музики і слів Курт Кобейн, крім тих випадків де вказано. 
| #     | Назва                                                                 | Автор                              | Тривалість |
| ----- | --------------------------------------------------------------------- | ---------------------------------- | ---------- |
| 1.    | «Smells Like Teen Spirit»                                             | Кобейн, Кріст Новоселіч, Дейв Ґрол | 5:01       |
| 2.    | «In Bloom»                                                            |                                    | 4:14       |
| 3.    | «Come as You Are»                                                     |                                    | 3:39       |
| 4.    | «Breed»                                                               |                                    | 3:03       |
| 5.    | «Lithium»                                                             |                                    | 4:17       |
| 6.    | «Polly»                                                               |                                    | 2:57       |
| 7.    | «Territorial Pissings»                                                | Кобей, Чет Пауверс                 | 2:22       |
| 8.    | «Drain You»                                                           |                                    | 3:43       |
| 9.    | «Lounge Act»                                                          |                                    | 2:36       |
| 10.   | «Stay Away»                                                           |                                    | 3:32       |
| 11.   | «On a Plain»                                                          |                                    | 3:16       |
| 12.   | «Something in the Way»                                                |                                    | 3:52       |
| 13.   | «Endless, Nameless» (Endless,Nameless- прихований трек деяких видань) | Кобейн, Новоселіч, Ґрол            | 6:43       |
| 49:07 |                                                                       |                                    |            |

## Критика

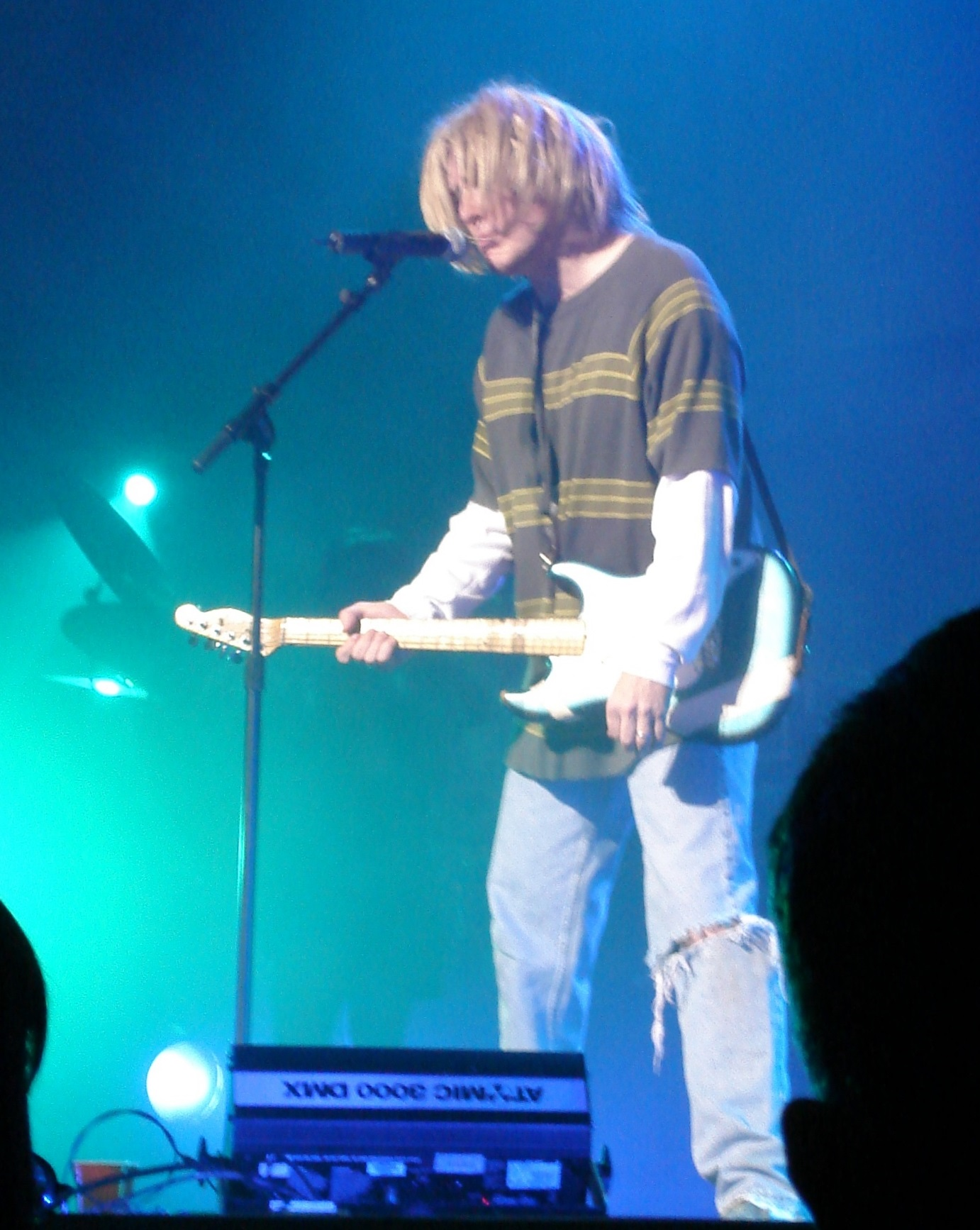
Пародія на образ Кобейна з відеокліпу Smells Like Teen Spirit у виконанні Дивного Ела Янковика

В перший час Nevermind не отримував великої кількості оглядів від преси, а багато видань і зовсім проігнорували альбом. Через місяці після його випуску і після того, як «Smells Like Teen Spirit» отримав широку ротацію на радіо і телебаченні, друковані ЗМІ «схаменулися», щоб написати про феномен, яким став альбом. До цього моменту більша частина уваги впала на Кобейна, а не на сам альбом. Перші огляди, надруковані до «істерії» навколо альбому, були переважно позитивними. Карен Шомер з The New York Times писала: «З цим альбомом Nirvana, звичайно, досягла успіху. В альбомі є достатня кількість загадкових текстур, мінливих настроїв, інструментальних уривків і винахідливої гри слів, щоб забезпечити собі розвагу на довгі години». Шомер завершила: «Nevermind є досвідченішим і прискіпливішим продуктом, ніж роботи їхніх колег по цеху, на кшталт Dinosaur Jr. і Mudhoney, які досі не запропонували нічого подібного».

## Учасники запису
Nirvana
- Курт Кобейн — вокал, гітара, бек-вокал, фотографії
- Кріс Новоселіч — бас-гітара, вокал (вступ до «Territorial Pissings»)
- Дейв Ґрол — ударні, бек-вокал

Додаткові музиканти
- Чед Ченнінг (не зазначений) — тарілки («Polly»)
- Кірк Кеннінг — віолончель («Something in the Way»)

Технічний персонал
- Бутч Віг — продюсер, звукорежисер
- Енді Воллес — мікшування
- Крейг Дубет — помічник звукоінженера, мікшування
- Спенсер Елден — немовля на обкладинці альбому
- Роберт Фішер — оформлення, артдиректор, дизайн, дизайн обкладинки
- Майкл Лавін — фотографії
- Джефф Шиган — помічник звукорежисера
- Хауї Вейнберг — мастеринг
- Кірк Веддл — фото обкладинки альбому

## Чарти
| Чарт (1991—1992)                                     | Найвища позиція |
| ---------------------------------------------------- | --------------- |
| Австралія Australian Albums (ARIA)                   | 2               |
| Australian Alternative Albums (ARIA)                 | 1               |
| Австрія Austrian Albums (Ö3 Austria)                 | 2               |
| Belgian Albums (IFPI Belgium)                        | 1               |
| Buenos Aires Albums (UPI)                            | 1               |
| Канада Canada Top Albums/CDs (RPM)                   | 1               |
| Canada Albums (The Record)                           | 1               |
| Danish Albums (Hitlisten)                            | 3               |
| Нідерланди Dutch Albums (MegaCharts)                 | 3               |
| European Top 100 Albums (Music & Media)              | 2               |
| Finnish Albums (The Official Finnish Charts)         | 1               |
| French Albums (SNEP)                                 | 1               |
| Німеччина German Albums (Offizielle Top 100)         | 3               |
| Greek Albums (IFPI Greece)                           | 1               |
| Угорщина Hungarian Albums (MAHASZ)                   | 12              |
| Irish Albums (IFPI Ireland)                          | 1               |
| Italian Albums (Musica e dischi)                     | 10              |
| Нова Зеландія New Zealand Albums (Recorded Music NZ) | 2               |
| Норвегія Norwegian Albums (VG-lista)                 | 2               |
| Portuguese Albums (AFP)                              | 1               |
| Spanish Albums (Spanish Albums Chart)                | 2               |
| Швеція Swedish Albums (Sverigetopplistan)            | 1               |
| Швейцарія Swiss Albums (Schweizer Hitparade)         | 2               |
| UK Network Albums (MRIB)                             | 6               |
| Велика Британія UK Albums (OCC)                      | 7               |
| США Billboard 200                                    | 1               |
| Zimbabwean Albums                                    | 4               |

| Чарт (2015)                 | Найвища позиція |
| --------------------------- | --------------- |
| Польща Polish Albums (ZPAV) | 11              |

| Чарт (2017)                        | Найвища позиція |
| ---------------------------------- | --------------- |
| Канада Canadian Albums (Billboard) | 46              |

| Чарт (2019)                                | Найвища позиція |
| ------------------------------------------ | --------------- |
| Бельгія Belgian Albums (Ultratop Flanders) | 12              |
| США Top Rock Albums (Billboard)            | 16              |

| Чарт (2021)                         | Найвища позиція |
| ----------------------------------- | --------------- |
| Croatian International Albums (HDU) | 21              |
| Польща Polish Albums (ZPAV)         | 1               |
| США Top Rock Albums (Billboard)     | 9               |

| Чарт (2011)                                          | Найвища позиція |
| ---------------------------------------------------- | --------------- |
| Бельгія Belgian Albums (Ultratop Wallonia)           | 7               |
| Данія Danish Albums (Hitlisten)                      | 16              |
| Фінляндія Finnish Albums (Suomen virallinen lista)   | 41              |
| Франція French Albums (SNEP)                         | 5               |
| Greek Albums (Billboard)                             | 5               |
| Італія Italian Albums (FIMI)                         | 20              |
| Japanese Albums (Oricon)                             | 26              |
| Португалія Portuguese Albums (AFP)                   | 1               |
| Шотландія Scottish Albums (OCC)                      | 4               |
| UK Albums (Official Charts Company)                  | 5               |
| США Billboard 200 Super Deluxe Edition               | 131             |
| США Top Catalog Albums (Billboard)                   | 2               |
| США Top Rock Albums (Billboard) Super Deluxe Edition | 34              |

| Чарт (1991)           | Позиція |
| --------------------- | ------- |
| Canadian Albums (RPM) | 87      |
| UK Albums (OCC)       | 89      |

| Чарт (1992)                              | Позиція |
| ---------------------------------------- | ------- |
| Australian Albums (ARIA)                 | 17      |
| Austrian Albums (Ö3 Austria)             | 11      |
| Canada Top Albums (RPM)                  | 8       |
| Dutch Albums (MegaCharts)                | 9       |
| Eurochart Top 100 Albums (Music & Media) | 5       |
| French Albums (SNEP)                     | 4       |
| German Albums (Offiziele Top 100)        | 7       |
| New Zealand Albums (RMNZ)                | 8       |
| Swiss Albums (Schweizer Hitparade)       | 10      |
| UK Albums (OCC)                          | 22      |
| US Billboard 200                         | 3       |

| Чарт (1993)     | Позиція |
| --------------- | ------- |
| UK Albums (OCC) | 71      |

| Чарт (1994)               | Позиція |
| ------------------------- | ------- |
| Australian Albums (ARIA)  | 66      |
| Dutch Albums (MegaCharts) | 55      |
| UK Albums (OCC)           | 80      |
| US Billboard 200          | 84      |

| Чарт (1995)                        | Позиція |
| ---------------------------------- | ------- |
| Australian Albums (ARIA)           | 35      |
| Belgian Albums (Ultratop Wallonia) | 57      |
| Canada Top Albums/CDs (RPM)        | 6       |
| UK Albums (OCC)                    | 88      |
| US Billboard 200                   | 115     |

| Чарт (1996)              | Позиція |
| ------------------------ | ------- |
| Australian Albums (ARIA) | 49      |

| Чарт (1998)     | Позиція |
| --------------- | ------- |
| UK Albums (OCC) | 117     |

| Чарт (1999)     | Позиція |
| --------------- | ------- |
| UK Albums (OCC) | 135     |

| Чарт (2001)     | Позиція |
| --------------- | ------- |
| UK Albums (OCC) | 168     |

| Чарт (2002)                                     | Позиція |
| ----------------------------------------------- | ------- |
| Canadian Alternative Albums (Nielsen SoundScan) | 102     |
| Canadian Metal Albums (Nielsen SoundScan)       | 47      |
| UK Albums (OCC)                                 | 194     |

| Чарт (2005)                                 | Позиція |
| ------------------------------------------- | ------- |
| Belgian Midprice Albums (Ultratop Flanders) | 38      |
| Belgian Midprice Albums (Ultratop Wallonia) | 22      |
| UK Albums (OCC)                             | 160     |

| Чарт (2006)                                 | Позиція |
| ------------------------------------------- | ------- |
| Belgian Midprice Albums (Ultratop Flanders) | 16      |
| Belgian Midprice Albums (Ultratop Wallonia) | 16      |

| Чарт (2009)                                 | Позиція |
| ------------------------------------------- | ------- |
| Belgian Midprice Albums (Ultratop Wallonia) | 50      |

| Чарт (2011)                                 | Позиція |
| ------------------------------------------- | ------- |
| Belgian Midprice Albums (Ultratop Flanders) | 22      |
| Belgian Midprice Albums (Ultratop Wallonia) | 32      |
| Polish Albums (ZPAV)                        | 97      |
| Italian Albums (FIMI)                       | 97      |
| UK Vinyl Albums (OCC)                       | 12      |
| UK Albums (OCC)                             | 127     |

| Чарт (2012)                                 | Позиція |
| ------------------------------------------- | ------- |
| Belgian Midprice Albums (Ultratop Flanders) | 31      |
| Belgian Midprice Albums (Ultratop Wallonia) | 33      |

| Чарт (2013)              | Позиція |
| ------------------------ | ------- |
| Argentine Albums (CAPIF) | 66      |

| Чарт (2015)              | Позиція |
| ------------------------ | ------- |
| Australian Albums (ARIA) | 98      |
| Italian Albums (FIMI)    | 98      |
| UK Vinyl Albums (OCC)    | 13      |

| Чарт (2016)           | Позиція |
| --------------------- | ------- |
| Italian Albums (FIMI) | 89      |
| Polish Albums (ZPAV)  | 96      |
| UK Vinyl Albums (OCC) | 10      |
| US Billboard 200      | 161     |

| Чарт (2017)                    | Позиція |
| ------------------------------ | ------- |
| Austrian Albums (Ö3 Austria)   | 69      |
| Italian Albums (FIMI)          | 85      |
| UK Vinyl Albums (OCC)          | 15      |
| US Billboard 200               | 183     |
| US Top Rock Albums (Billboard) | 30      |

| Чарт (2018)                    | Позиція |
| ------------------------------ | ------- |
| Australian Vinyl Albums (ARIA) | 3       |
| Austrian Albums (Ö3 Austria)   | 72      |
| Italian Albums (FIMI)          | 78      |
| Portuguese Albums (AFP)        | 138     |
| UK Vinyl Albums (OCC)          | 7       |
| US Top Rock Albums (Billboard) | 55      |

| Чарт (2019)                        | Позиція |
| ---------------------------------- | ------- |
| Australian Vinyl Albums (ARIA)     | 17      |
| Belgian Albums (Ultratop Flanders) | 76      |
| Belgian Albums (Ultratop Wallonia) | 106     |
| Italian Albums (FIMI)              | 84      |
| Portuguese Albums (AFP)            | 63      |
| UK Vinyl Albums (OCC)              | 14      |
| US Billboard 200                   | 160     |
| US Top Rock Albums (Billboard)     | 27      |

| Чарт (2020)                        | Позиція |
| ---------------------------------- | ------- |
| Australian Vinyl Albums (ARIA)     | 10      |
| Austrian Albums (Ö3 Austria)       | 50      |
| Belgian Albums (Ultratop Flanders) | 72      |
| Belgian Albums (Ultratop Wallonia) | 91      |
| Croatian Albums (Foreign Top 40)   | 33      |
| Italian Albums (FIMI)              | 94      |
| UK Vinyl Albums (OCC)              | 4       |
| US Billboard 200                   | 129     |
| US Top Rock Albums (Billboard)     | 13      |

| Чарт (2021)                        | Позиція |
| ---------------------------------- | ------- |
| Australian Vinyl Albums (ARIA)     | 2       |
| Austrian Albums (Ö3 Austria)       | 22      |
| Belgian Albums (Ultratop Flanders) | 46      |
| Belgian Albums (Ultratop Wallonia) | 68      |
| German Albums (Offizielle Top 100) | 68      |
| Irish Vinyl Albums (IRMA)          | 17      |
| Italian Albums (FIMI)              | 61      |
| New Zealand Albums (RMNZ)          | 47      |
| Polish Albums (ZPAV)               | 34      |
| Portuguese Albums (AFP)            | 13      |
| UK Albums (OCC)                    | 72      |
| US Billboard 200                   | 97      |
| US Catalog Albums (Billboard)      | 21      |
| US Top Rock Albums (Billboard)     | 14      |
| Worldwide Vinyl Albums (IFPI)      | 8       |

| Чарт (2022)                        | Позиція |
| ---------------------------------- | ------- |
| Australian Albums (ARIA)           | 44      |
| Austrian Albums (Ö3 Austria)       | 26      |
| Belgian Albums (Ultratop Flanders) | 52      |
| Belgian Albums (Ultratop Wallonia) | 76      |
| Dutch Albums (Album Top 100)       | 42      |
| German Albums (Offizielle Top 100) | 39      |
| Hungarian Albums (MAHASZ)          | 88      |
| Icelandic Albums (Plötutíðindi)    | 36      |
| Italian Vinyl Albums (FIMI)        | 19      |
| Lithuanian Albums (AGATA)          | 38      |
| New Zealand Albums (RMNZ)          | 47      |
| Polish Albums (ZPAV)               | 25      |
| Portuguese Albums (AFP)            | 11      |
| Swiss Albums (Schweizer Hitparade) | 88      |
| UK Albums (OCC)                    | 58      |
| US Billboard 200                   | 57      |
| US Top Rock Albums (Billboard)     | 6       |

| Чарт (2023)                        | Позиція |
| ---------------------------------- | ------- |
| Australian Albums (ARIA)           | 70      |
| Belgian Albums (Ultratop Flanders) | 76      |
| Belgian Albums (Ultratop Wallonia) | 110     |
| Dutch Albums (Album Top 100)       | 70      |
| Hungarian Albums (MAHASZ)          | 99      |
| Icelandic Albums (Plötutíðindi)    | 79      |
| Swiss Albums (Schweizer Hitparade) | 28      |
| UK Vinyl Albums (OCC)              | 39      |
| US Billboard 200                   | 126     |
| US Top Rock Albums (Billboard)     | 15      |

| Чарт (1990—1999) | Позиція |
| ---------------- | ------- |
| US Billboard 200 | 32      |

| Чарт (2010—2019)      | Позиція |
| --------------------- | ------- |
| UK Vinyl Albums (OCC) | 9       |

## Сертифікації
| Регіон | Сертифікація  | Продажі                  |
| --- | ------------- | ------------------------ |
| Аргентина (CAPIF) | 3× Платиновий | 180 000^                 |
| Австралія (ARIA) | 5× Платиновий | 350 000^                 |
| Австрія (IFPI Austria) | Платиновий    | 50 000*                  |
| Бельгія (BEA) | 8× Платиновий | 400 000                  |
| Бразилія (ABPD) | Платиновий    | 250 000*                 |
| Канада (Music Canada) | Діамантовий   | 1 000 000^               |
| Данія (IFPI Denmark) | 6× Платиновий | 120 000                  |
| Фінляндія (IFPI Finland) | Золотий       | 46,830                   |
| Франція (SNEP) | Діамантовий   | 1 000 000*               |
| Німеччина (BVMI) | 2× Платиновий | 1 000 000^               |
| Iceland (FHF) | Platinum      | 5,000                    |
| Італія (FIMI) sales since 2009 | 4× Платиновий | 200 000                  |
| Японія (RIAJ) | 3× Платиновий | 600 000^                 |
| Мексика (AMPROFON) | 2× Золотий    | 200 000^                 |
| Нідерланди (NVPI) | Платиновий    | 100 000^                 |
| Нова Зеландія (RIANZ) | 7× Платиновий | 105 000^                 |
| Польща (ZPAV) BMG release | Платиновий    | 100 000*                 |
| Польща (ZPAV) Geffen/Universal Music release | 3× Платиновий | 60 000                   |
| Португалія (AFP) | Платиновий    | 40 000^                  |
| Сінгапур | —             | 35,000                   |
| Іспанія (PROMUSICAE) | Платиновий    | 100 000^                 |
| Швеція (IFPI Sweden) | 2× Платиновий | 200 000^                 |
| Швейцарія (IFPI Switzerland) | Платиновий    | 50 000^                  |
| Велика Британія (BPI) | 6× Платиновий | 1 800 000                |
| США (RIAA) | Діамантовий   | 10,000,000^ / 10,640,000 |
| Підсумки |               |                          |
| Worldwide | —             | 30,000,000               |
| *продажі, що базуються лише на сертифікаціях · ^відвантаження, що базуються лише на сертифікаціях · продажі+прослуховування, що базуються лише на сертифікаціях |               |                          |